# Urdoma
Urdoma (ryska Урдома) är en ort i länet Archangelsk oblast i Ryssland. Folkmängden uppgick till 4 361 invånare i början av 2015.